# Cyclanthera elegans
Cyclanthera elegans är en gurkväxtart som beskrevs av Célestin Alfred Cogniaux. Cyclanthera elegans ingår i släktet springgurkor, och familjen gurkväxter. Inga underarter finns listade i Catalogue of Life.